# Jean de La Balue
Jean de La Balue oder Jean Balue (* um 1421 in Basse d’Angles-sur-l’Anglin, Poitou; † 5. Oktober 1491 in Ripatransone, beerdigt in Rom) war ein französischer Theologe, Jurist und Politiker. Er war Kardinal der Römischen Kirche und Minister unter Ludwig XI. und wurde von diesem elf Jahre gefangen gehalten.

## Biografie

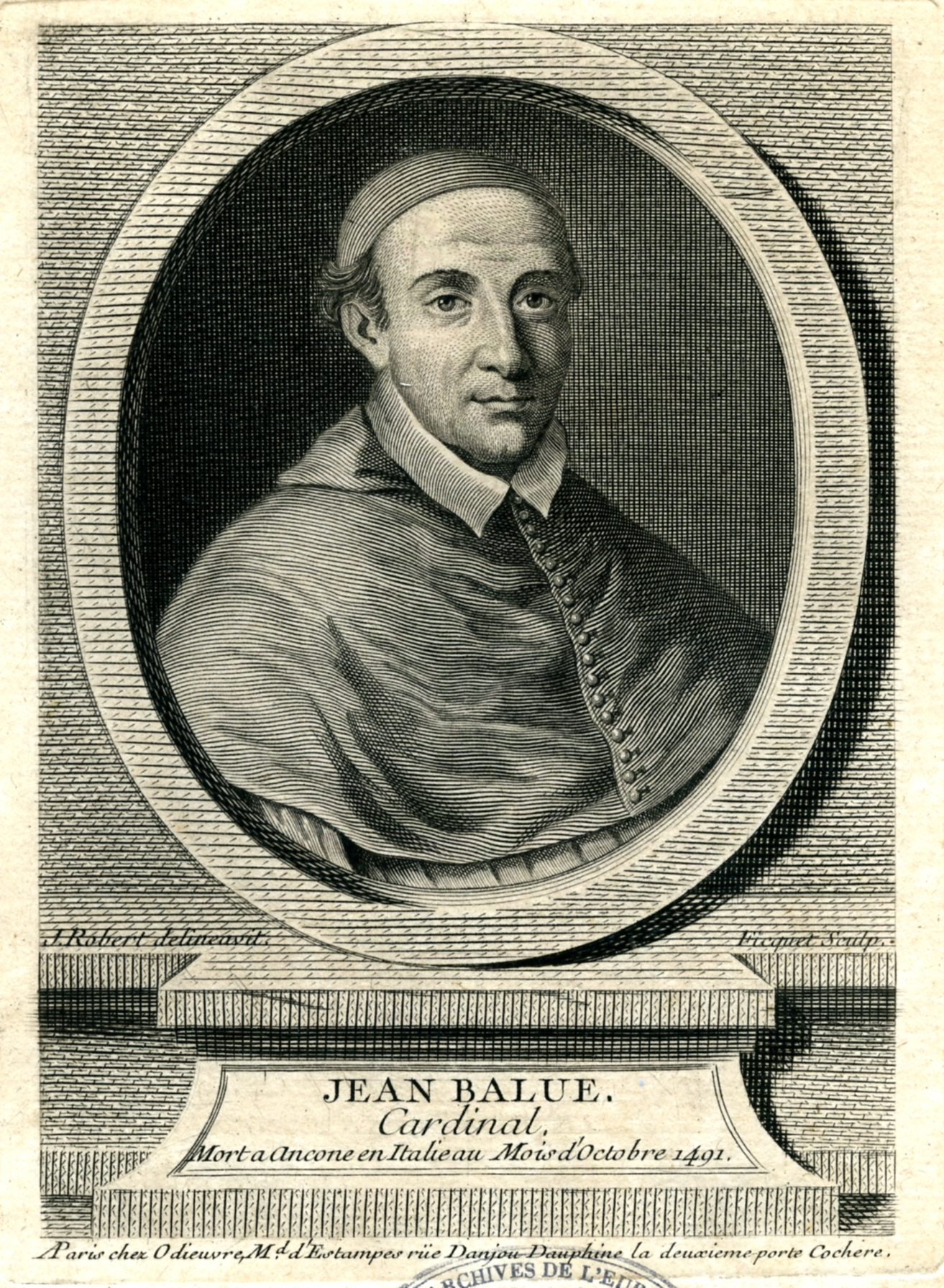
Porträt von Kardinal Jean Balue

Kardinalswappen des Jean Balue (schematische Darstellung)

Jean de La Balue wurde als Sohn von Thomassin Balue, dem Burgvogt von Angles-sur-l'Anglin, geboren.  Er trat bereits früh in den geistlichen Stand ein und studierte an der Universität Angers, wo er um 1457 ein Lizentiat der Rechte erwarb. Er erlangte bald die Gunst von König Karl VII. Dieser erhob ihn trotz unwürdigen Lebenswandels zum Bischof von Évreux und Angers und zum Almosenier. Karls Nachfolger, Ludwig XI., übertrug La Balue zudem die Geschäfte eines Finanzministers.
Jean Balue sorgte dafür, dass die Pragmatische Sanktion von Bourges 1451 außer Kraft gesetzt wurde, wofür ihn Papst Nikolaus V. 1467 zum Kardinal erhob.
1468 folgten seine Ernennungen zum Bischof von Angers und zum Kardinalpriester der römischen Titelkirche Santa Susanna.
Weil er aber mit den Feinden Ludwigs XI., den Herzögen von Berry und Burgund, in geheimem Briefwechsel stand und diesen die Pläne des Königs verriet, ließ ihn dieser 1469 verhaften und im Schloss Onzain bei Blois elf Jahre gefangen halten, aber nicht, wie früher behauptet, in einem eisernen Käfig.
Durch Fürsprache von Papst Sixtus IV. ließ Ludwig XI. am 20. Dezember 1480 Balue endlich frei und bat den Papst sogar um eine Bulle der Sündenvergebung für seine lange Rache, die er seinem ehemaligen Minister zugefügt hatte. Diese päpstliche Bulle annullierte auch alle Verfahren, die gegen den Kardinal hätten eingeleitet werden können. Mit einer weiteren Bulle drohte der Papst allen Offizieren des Königs mit Exkommunikation, sollten sie die unter sich aufgeteilten beweglichen Güter des Kardinals nicht innerhalb von sechs Tagen zurückgeben. Nach der Freilassung reiste Balue sofort zu Papst Sixtus IV. nach Rom. Der Papst überhäufte ihn mit Ehren und ernannte ihn 1483 zum Kardinalbischof von Albano. 1484 wurde er sogar als Legatus a latere, ein päpstlicher Beauftragter mit weitreichenden Vollmachten, nach Frankreich geschickt, wo ihm der König in Angers einen aufwendigen Empfang bereitete.
Nach Balues Tod am 5. Oktober 1491 gingen seine Güter im geschätzten Wert von einhunderttausend Dukaten in die Hände des Papstes über, da er kein Testament hinterlassen hatte.

## Bekanntheit
Eine gewisse Bekanntheit erlangte Jean Balue später durch den Roman Der Glöckner von Notre-Dame, in dem Victor Hugo ihn mehrmals erwähnt.

## Unterschiedliche Schreibweisen
Jean Balue ist unter verschiedenen Namensvarianten bekannt: Ioannes de la Balva, Ioannes de la Balve, Jehan Balüe, Jean Balüe, Jean de la Ballue.